# 塞萨尔·奥斯瓦尔多·拉帕格利亚
塞萨尔·奥斯瓦尔多·拉帕格利亚（Cesar Osvaldo La Paglia，1979年2月25日—），是一名阿根廷职业足球运动员。2008年他曾效力于中国足球超级联赛球会武汉光谷队，但是赛季初期球队战绩不佳，他也被解约。